# Енотека

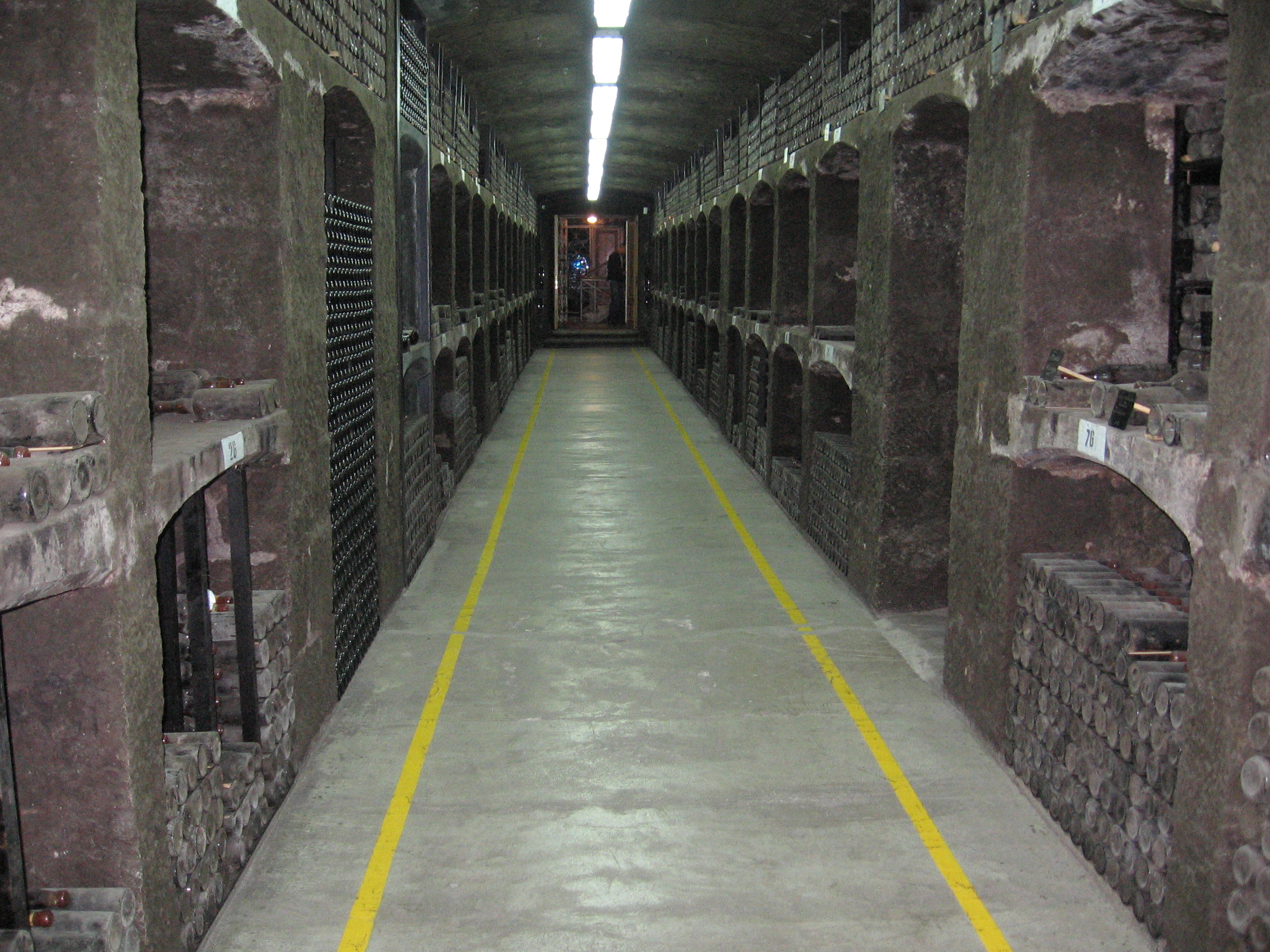
Енотека в Масандрі. Крим. Україна.

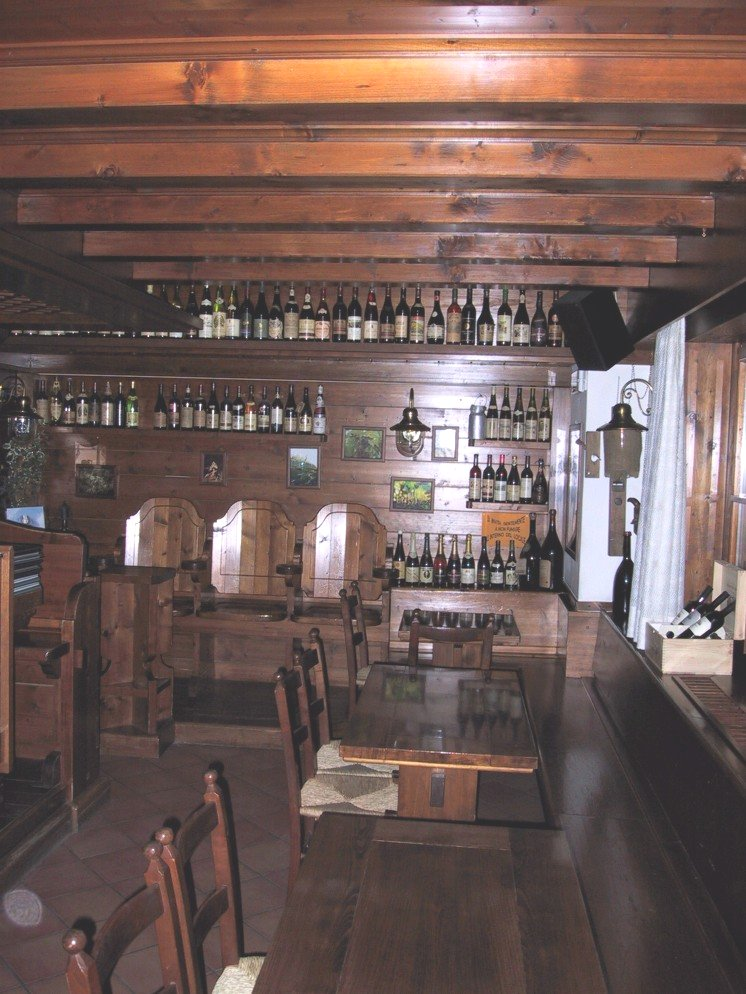
Енотека в Тамбре, Італія

Енотека (грец. οἰνοθήκη) — колекція вин, сховище для вин, розлитих у пляшки.
Температуру в енотеці підтримують на рівні 10-14 о С. Такі умови існують у природних печерах, штольнях тощо.
Тривалість витримки колекційних вин в енотеці залежить від умов зберігання, різновиду вина. Сухі білі вина, як правило, зберігають в енотеці близько 10-18 років.
Для червоних вин строк витримки — 20-35 років. Міцні та десертні вина найкраще вживати після витримки 25-45 років. Найбільша витримка може бути хересу — ці вина можуть зберігатися в колекції понад 100 років.
Енотеки, крім комерційних мають і наукове значення — тут досліджують зміну хімічних компонентів вин з часом.